# コウジカビ

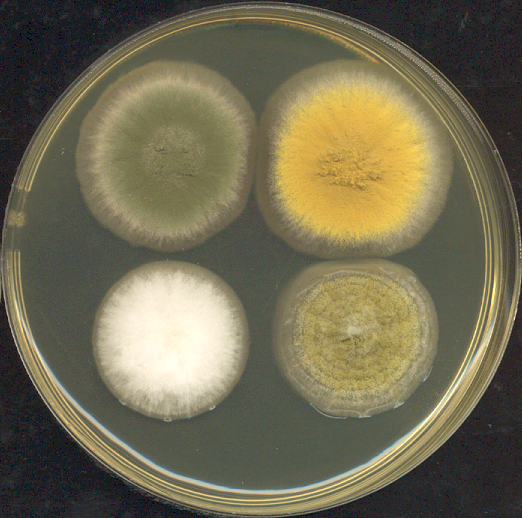
無菌培養されたアスペルギルス属の菌類
左上から時計回りにアスペルギルス・フミガーツス、アスペルギルス・フミガーツスの変異種、ニホンコウジカビ、ショウユコウジカビ

コウジカビ（麹黴）は、アスペルギルス (Aspergillus) 属に分類されるごく普通の不完全菌の一群である。1876年にヘルマン・アールブルクにより麹から微生物として分離された。このうち一部のものが麹として味噌や醤油、日本酒を作るために用いられてきたことからこの名が付いた。
コウジカビは、増殖するために菌糸の先端からデンプンやタンパク質などを分解する様々な酵素を生産・放出し、培地である蒸米や蒸麦のデンプンやタンパク質を分解し、生成するグルコースやアミノ酸を栄養源として増殖する。その一部は発酵食品の製造に利用されており麹菌（きくきん）ともいう。一方、コウジカビの仲間にはヒトに感染して病気を起こすものや、食品に生えたときにマイコトキシン（カビ毒）を産生するものもあり、医学上も重要視されているカビである。
学名は、分生子がカトリックにおいて聖水を振りかける道具であるアスペルギルム(Aspergillum)に似ていることから命名された。

## 生物学的特徴
コウジカビは、日本では身近なところにごく普通にみられる不完全菌である。アオカビと同様、放置されたパンや餅などの上によく姿を見せる。空中から基質上に胞子が落ちると、胞子は発芽して、菌糸は基質に伸びて、コロニーを形成する。コロニーはすぐに胞子形成による無性生殖を始める。コウジカビの胞子は、分生子と呼ばれる外生胞子である。

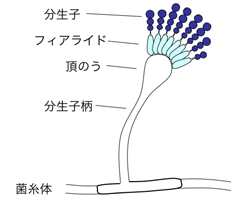
コウジカビの構造模式図

分生子柄は、大型のものでは1 ミリメートルくらいまで伸び、基質から立ち上がる。柄の先端は丸くふくらみ、頂のうとよばれる。その表面に分生子形成細胞である紡錘形のフィアライドを一面につける。フィアライドの先端からは分生子が出芽状に形成される。分生子は成熟すると、分生子を押し出すように、新しい分生子がフィアライドから作られ始める。その結果、フィアライドの先に、新しいものから古いものへと続く分生子の鎖ができる。頂のう表面のフィアライド全てから分生子の数珠ができるので、分生子柄全体としては、頂のうを中心に針山のように分生子の数珠がつき、古くなると、それが崩れて何だか分からなくなる。古くならないうちは、分生子の塊は柄の先端に丸くついているので、肉眼で見ると、ごく小さな毛玉か何かが並んでいるように見える。分生子は黄色、深緑、褐色、黒などの色をしている。緑っぽいものはアオカビと間違えられることがある。黒っぽいものはクロカビと呼ばれる場合がある。
なお、このような分生子形成型はアオカビと共通であり、両者の類縁関係が近いことを示すとも言える。特に頂のうが小さいコウジカビは、アオカビと紛らわしい場合がある。

### 分類上の位置
有性生殖が知られているものは、いくつかの属に分かれるが、いずれも閉子のう殻という、球形で0.2 ミリメートル程度の大きさの子実体を作るものである。それらは子のう菌門不整子嚢菌綱ユーロチウム目に分類されている。有性生殖が知られていないものについても、リボソームRNAの相同性から子嚢菌に属すると考えられているものが多い。

### 生態
野外の様々な基質から広く分離される。落ち葉や、動物の糞からは必ずといってよいほど出現する。土壌からも出ることが多い。また、室内に放置した食品などにも頻繁に出現する。パンや餅に生えるカビはこれかアオカビのことが多い。空中雑菌としても普通である。下記のように病原体として働くものもある。菌の成長にマグネシウムは必要不可欠であるが、マグネシウム濃度が高いところでは鉄濃度が高いほどよく成長する。しかし、鉄濃度が一定を越えると成長が阻害され胞子数は減少する。

## 産業微生物

### 産業利用
Aspergillus属の菌類は、工業、農業、医療などの分野で利用されているものが多い。
Aspergillus oryzae (Ahlburg) Cohn ニホンコウジカビ
アスペルギルス・フラバスから生じた家畜種とされアフラトキシン産生能を遺失している。古くから日本で清酒や醤油、味噌の製造に用いられている代表的な産業微生物である。
1894年に高峰譲吉はニホンコウジカビに由来するデンプン分解酵素「タカジアスターゼ」の特許を米国で取得。さらに1895年に胃腸消化薬として米国で販売が開始され、世界初の酵素を利用した医薬品となった。
2005年12月、日本醸造協会、酒類総合研究所、産業技術総合研究所、食品総合研究所、東京大学、東京農工大学、東北大学、名古屋大学、アクシオヘリックス、天野エンザイム、インテックW&G、大関、キッコーマン、協和発酵工業、月桂冠、ヒゲタ醤油の国内16機関で組織する「麹菌ゲノム解析コンソーシアム」と製品評価技術基盤機構がニホンコウジカビ（Aspergillus oryzae RIB40株）のゲノム解読に成功した。
Aspergillus sojae Sakaguchi & Yamada ショウユコウジカビ
大豆タンパク質を分解する性質が特に強く、味噌や醤油の製造に使われる。なお、たまりの製造に使われるのはAspergillus tamarii。
Aspergillus luchuensis
1901年に乾環が報告した黒麹菌で泡盛醸造に利用されていたものだが、1910年頃から焼酎醸造にも利用されるようになった。
1918年に河内源一郎によって発見された白麹菌はかつてAspergillus kawachiiと呼称されていたが、現在はこちらに編入されている。
Aspergillus awamori Nakazawa アワモリコウジカビ:
泡盛や焼酎の製造に使われる。アワモリコウジカビ酸プロテイナーゼ(Aspergillus awamori acid proteinase)を作り出す。
Aspergillus glaucus (L.) Link低水分・高塩分でも増殖できる。鰹節のカビ付けに利用され、これにより水分が抜けると共に余分な脂肪が分解され、独特の芳香、光沢が出る。
Aspergillus niger
クエン酸の生産菌として知られる。クエン酸製造はもとはレモンなどの柑橘類から抽出されていたが、1917年に本種を利用したクエン酸発酵法が発明され、米国ファイザー社によって大量生産されるようになった。
Aspergillus terreus
イタコン酸の生産菌として知られる。また世界初のスタチン薬であるロバスタチンの生産菌でもある。
Aspergillus nidulans アスペルギルス・ニデュランス
古くから有性世代が見つかっていたため古典遺伝学の研究対象とされ、糸状菌の遺伝子研究のモデル生物として、産業上重要な菌種が属するAspergillus属の遺伝子研究の先駆けとなった。

### 麹菌
Aspergillus oryzae等の種は特に日本の醸造産業を支えてきた菌群である。そこで2004年に農学博士の一島英治が「麹菌は国菌である」と提唱。2006年10月12日日本醸造学会大会で麹菌が国菌に認定された。
その後、2013年11月28日、菌名変更により一部改正され、Aspergillus oryzaeやAspergillus sojaeなど「麹菌」の範囲が改めて定義された。
なお、Aspergillus niger（クロカビ）は黒麴菌とは異なるため麴菌には含めない。

## コウジカビと病気

### アスペルギルス症（カビ性肺炎）
Aspergillus属のうち、A. fumigatusやA. flavus、A. nigerなどの一部のものはヒトに対する病原性を持ち、肺や外耳道、鼻腔など体の内部に感染（深在性感染）することがある。これらの一連のカビによる感染症をアスペルギルス症あるいはカビ性肺炎と呼ぶ。なかでも肺に感染したものは、肺アスペルギルス症と呼ばれ、治療が困難であるため医学上重要である。これには肺結核患者の肺に生じた空洞内で菌塊を形成するアスペルギローマや、白血病末期などに肺実質内で菌糸が増殖するアスペルギルス肺炎が含まれる。この他、本菌は皮膚に感染（表在性感染）することもあるが、多くの場合これらアスペルギルスによる感染は日和見感染であり、健常者が発病することは極めて稀である。また、A. oryzae は職業性アレルギー原因菌であり、JISの抗カビ効果規格試験において指定菌となっている。
A. fumigatusは鳥類では気嚢、ウマでは喉嚢に感染しやすい。
この他、ある種のコウジカビの胞子はアレルゲンになり、アレルギー性気管支炎の原因の一つであることも知られている。また、食品中でマイコトキシン（カビ毒）を作ることも医学上の問題である。
ヒトの感染症については、
ウシの感染症については、

### コウジカビ属の種によるカビ毒産生の有無
コウジカビ一部の菌株は麹として味噌や醤油、日本酒などの発酵食品の醸造に伝統的に用いられてきたが、ヒトに感染して病気を起こすものや、数種類のカビ毒を産生するものがあり、食品衛生だけでなく医学上も重要視されているカビである。食品衛生に於いて産生されるカビ毒で問題とされるのは、アフラトキシンとシクロピアゾン酸(CPA)である。アフラトキシンは熱帯から亜熱帯地域にかけて広く分布するアスペルギルス・フラバス (Aspergillus flavus)や(A. section Flavi)などのカビが原因となる。イギリスでは1960年にA. flavusが産生するアフラトキシンによる飼料汚染が「七面鳥X病」として問題になった。ただし、アフラトキシン産生過程の研究でA. flavusのすべての菌株がこのカビ毒を産生できるわけではないことが判明している。また麹菌のA. oryzae（ニホンコウジカビ）やA. sojae（ショウユコウジカビ）でもアフラトキシン生成が疑われたが、研究によりアフラトキシンを産生する能力は失われている事が確認されている。しかし、アフラトキシンを産生しない菌株でもシクロピアゾン酸を産生する菌株があると報告されている。従って、A. oryzae であっても、発酵食品製造においてはシクロピアゾン酸非生産性株を使用する必要がある。

### コウジ酸による発癌の可能性と安全性
コウジ酸は麹菌がグルコース等の糖を発酵させることによって生成されることが知られているが、その詳しい生合成経路は不明である。メラノサイトに作用し、チロシナーゼの活性や合成を阻害し、メラニンの生成を抑えるという活性を持つ。日本では美白化粧品（医薬部外品）の有効成分として使用されていたが、動物実験で肝癌を引き起こす可能性を示唆する報告がなされたため、2003年3月厚生労働省の通達により医薬部外品（薬用化粧品）への使用が一旦中止された。なお、マウスにおいても、ラットにおいても肝臓への影響は高い用量（1-3%混餌投与）でみられた知見である。
その後、化粧品メーカーがコウジ酸の安全性を確認する追加試験を実施し、コウジ酸の化粧品としての使用は安全性上なんら問題がないことを証明した。このため2005年11月2日、厚生労働省は薬事・食品衛生審議会 医薬品等安全対策部会において「医薬部外品において適正に使用される場合にあっては、安全性に特段の懸念はないものと考えられる。」との見解を発表した。これに伴い前述の使用中止の通知が撤回されたと同時に、コウジ酸配合化粧品（医薬部外品）の製造販売の再開が認められた。

## コウジカビによる植物の病気
Aspergillus属のうち、いくつかの種は植物病原菌としても知られる。代表的なものとしては、A. chevalieri、A. nidulans、A. restricutus、A. candidusは、コメに感染し病変米の原因となる。また、A. nigerはモモやリンゴのこうじかび病や、タマネギやチューリップの貯蔵中の鱗茎の黒かび病を引き起こす。

## コウジカビ属に属する主な種
コウジカビ属に属する種は以下を含む数百種である。

- Aspergillus aculeatus
- Aspergillus awamori （アワモリコウジカビ）
- Aspergillus caesiellus
- Aspergillus candidus
- Aspergillus carneus
- Aspergillus clavatus
- Aspergillus deflectus
- Aspergillus fischerianus
- Aspergillus flavus （アスペルギルス・フラバス）
- Aspergillus fumigatus（アスペルギルス・フミガーツス）
- Aspergillus glaucus（カツオブシカビ）
- Aspergillus nidulans（アスペルギルス・ニデュランス）
- Aspergillus niger（クロカビ）
- Aspergillus ochraceus
- Aspergillus oryzae（ニホンコウジカビ）
- Aspergillus parasiticus（アスペルギルス・パラシティクス）
- Aspergillus penicilloides
- Aspergillus restrictus
- Aspergillus sojae（ショウユコウジカビ）
- Aspergillus sydowii
- Aspergillus tamarii（タマリコウジカビ）
- Aspergillus terreus
- Aspergillus ustus
- Aspergillus versicolor